# Walterinnesia
Walterinnesia – rodzaj jadowitych węży z rodziny zdradnicowatych (Elapidae).

## Zasięg występowania
Rodzaj obejmuje gatunki występujące w Afryce (Egipt) i Azji (Turcja, Syria, Izrael, Jordania, Arabia Saudyjska, Kuwejt, Iran i Irak). 

## Systematyka

### Etymologia
Walterinnesia: Walter Francis Innes Bey (1858–1937), brytyjski lekarz i zoolog, bibliotekarz i kurator w Muzeum Zoologicznym w Kairze.

### Podział systematyczny
Do rodzaju należą następujące gatunki:
- Walterinnesia aegyptia Lataste, 1887 – kobra pustynna[6]
- Walterinnesia morgani (Mocquard, 1905)